# Hobey Baker Award
Hobey Baker Award är en årlig utmärkelse som delas ut till den bäste manlige ishockeyspelaren i National Collegiate Athletic Association.
Utmärkelsen har fått sitt namn från ishockeyspelaren och Första världskriget-hjälten Hobey Baker.

## Vinnare
| År   | Vinnare          | Position       | Skola                           |
| ---- | ---------------- | -------------- | ------------------------------- |
| 1981 | Neal Broten      | Center         | University of Minnesota         |
| 1982 | George McPhee    | Vänsterforward | Bowling Green State University  |
| 1983 | Mark Fusco       | Back           | Harvard University              |
| 1984 | Tom Kurvers      | Back           | University of Minnesota Duluth  |
| 1985 | Bill Watson      | Högerforward   | University of Minnesota Duluth  |
| 1986 | Scott Fusco      | Center         | Harvard University              |
| 1987 | Tony Hrkac       | Center         | University of North Dakota      |
| 1988 | Robb Stauber     | Målvakt        | University of Minnesota         |
| 1989 | Lane MacDonald   | Vänsterforward | Harvard University              |
| 1990 | Kip Miller       | Center         | Michigan State University       |
| 1991 | David Emma       | Center         | Boston College                  |
| 1992 | Scott Pellerin   | Vänsterforward | University of Maine             |
| 1993 | Paul Kariya      | Vänsterforward | University of Maine             |
| 1994 | Chris Marinucci  | Vänsterforward | University of Minnesota Duluth  |
| 1995 | Brian Holzinger  | Center         | Bowling Green State University  |
| 1996 | Brian Bonin      | Center         | University of Minnesota         |
| 1997 | Brendan Morrison | Center         | University of Michigan          |
| 1998 | Chris Drury      | Center         | Boston University               |
| 1999 | Jason Krog       | Center         | University of New Hampshire     |
| 2000 | Mike Mottau      | Back           | Boston College                  |
| 2001 | Ryan Miller      | Målvakt        | Michigan State University       |
| 2002 | Jordan Leopold   | Back           | University of Minnesota         |
| 2003 | Peter Sejna      | Vänsterforward | Colorado College                |
| 2004 | Junior Lessard   | Högerforward   | University of Minnesota Duluth  |
| 2005 | Marty Sertich    | Center         | Colorado College                |
| 2006 | Matt Carle       | Back           | University of Denver            |
| 2007 | Ryan Duncan      | Högerforward   | University of North Dakota      |
| 2008 | Kevin Porter     | Center         | University of Michigan          |
| 2009 | Matt Gilroy      | Back           | Boston University               |
| 2010 | Blake Geoffrion  | Vänsterforward | University of Wisconsin-Madison |
| 2011 | Andy Miele       | Vänsterforward | Miami University                |
| 2012 | Jack Connolly    | Center         | University of Minnesota Duluth  |
| 2013 | Drew LeBlanc     | Center         | St. Cloud State                 |
| 2014 | Johnny Gaudreau  | Vänsterforward | Boston College                  |
| 2015 | Jack Eichel      | Center         | Boston University               |
| 2016 | Jimmy Vesey      | Vänsterforward | Harvard University              |
| 2017 | Will Butcher     | Back           | University of Denver            |

### Skolor som vinnarna spelat för
| Skola                           | Antal vinnare |
| ------------------------------- | ------------- |
| University of Minnesota Duluth  | 5             |
| University of Minnesota         | 4             |
| Harvard                         | 4             |
| Boston College                  | 3             |
| Boston University               | 3             |
| Bowling Green State University  | 2             |
| Colorado College                | 2             |
| Michigan State University       | 2             |
| University of Maine             | 2             |
| University of Michigan          | 2             |
| University of North Dakota      | 2             |
| University of Denver            | 2             |
| Miami University                | 1             |
| University of New Hampshire     | 1             |
| University of Wisconsin-Madison | 1             |
| St. Cloud State                 | 1             |